# Európai szalakóta

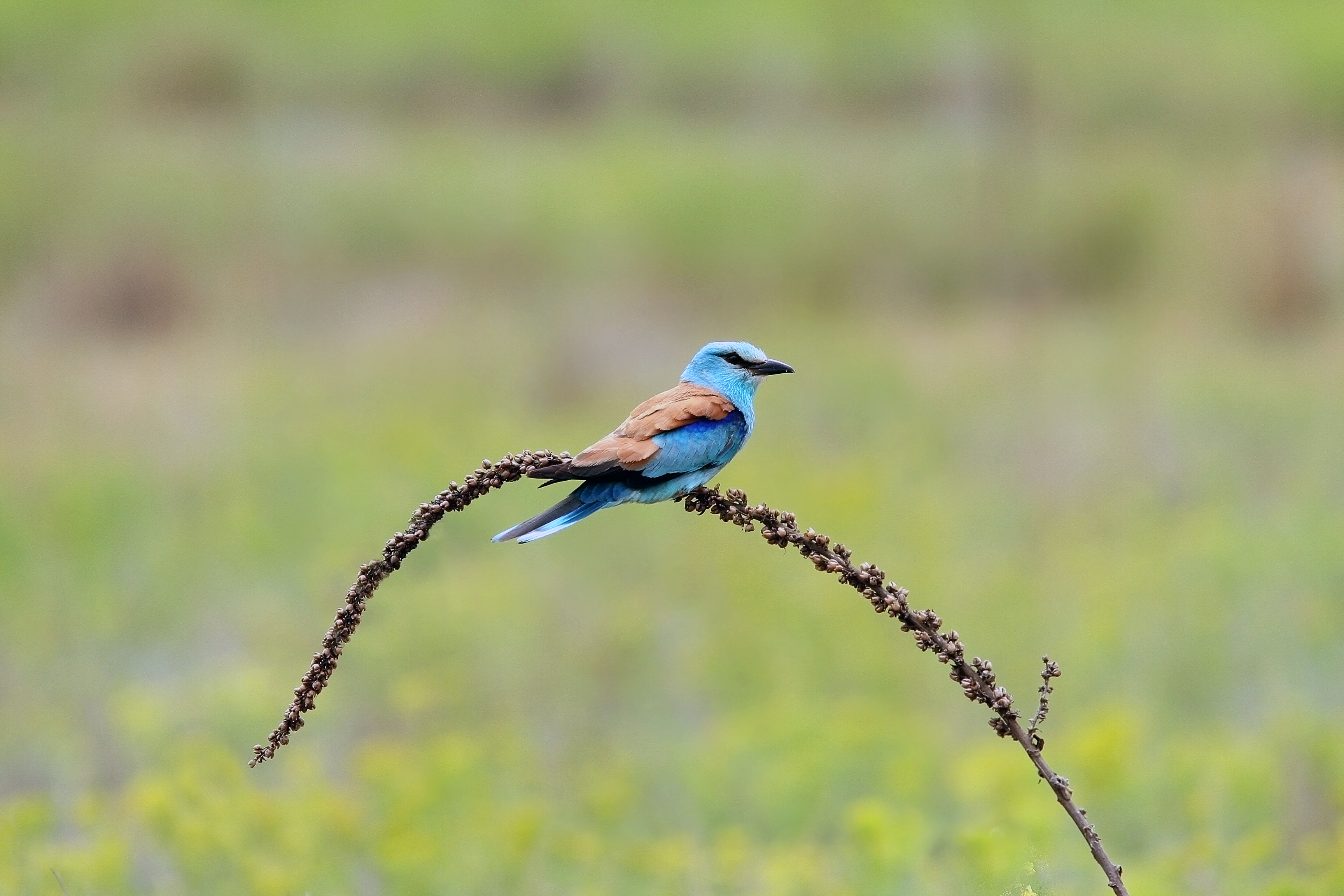

Az európai szalakóta vagy szalakóta (Coracias garrulus) a madarak osztályának szalakótaalakúak (Coraciiformes) rendjébe és a szalakótafélék (Coraciidae) családjába tartozó faj. Népies neve a kékcsóka. A Magyar Madártani és Természetvédelmi Egyesület 1991-ben „Az év madarává” választotta.

## Rendszerezése
A fajt Carl von Linné svéd természettudós írta le 1758-ban.

## Alfajai
- Coracias garrulus garrulus Linnaeus, 1758 – Európa, Észak-Afrika, Nyugat- és Közép-Ázsia
- Coracias garrulus semenowi Loudon & Tschusi, 1902 – Kelet-Ázsia

## Előfordulása
Eurázsia erdős sztyepp jellegű területein és Észak-Afrika nyugati részén az Atlasz (hegységben) él. Ázsiában kelet felé Novoszibirszkig, illetve az Indus-völgyéig hatol. Áreájának északi határát a 17 °C-os júliusi izoterma jelöli ki. Európában költ az Ibériai-félszigeten, valamint az Odera vonalától keletre Közép- és Kelet-Európában és a Mediterráneumban. Zsugorodó áreájú faj. Az elmúlt 100 évben mint fészkelő eltűnt Dániából, Svájcból és Németország majdnem teljes területéről. 
Természetes élőhelyei a mérsékelt övi erdők és cserjések, szubtrópusi vagy trópusi cserjések, síkvidéki és hegyi esőerdők, valamint legelők és szántóföldek.

### Kárpát-medencei előfordulása
Magyarországon, rendszeres fészkelő, általában áprilistól szeptemberig. Költőterülete szűkül, napjainkban kizárólag az Alföldön és a Mezőföld déli részén fészkel. A Dunántúlról eltűnt.

## Megjelenése
Testhossza 30–32 centiméter, szárnyfesztávolsága 66–73 centiméter, testtömege pedig 120–160 gramm. Nagy, varjúszerű madár, feltűnő, élénk színű tollazattal. A felnőtt madár feje, nyaka, hasoldala zöldeskék. Homloka és álla fehéres, szemén vékony fekete sáv húzódik át. Háta gesztenyebarna, farkcsíkja bíborkék. Válla irizáló kobaltkék, szárnyfedői világos kékeszöldek, evezőtollai kékesfeketék. Farka feketéskék, farktollainak széle halványzöld, a csúcsuk fekete. Röptében látszanak kétféle árnyalatú, kék szárnyfedői és fekete evezőtollai. Alsó szárnyfedői világoskékek, evezőtollai fekete csúcsúak. Erős, lehajló, kissé horgas végű csőre fekete. Lába sárga-okkersárga.  A fiatal madár a tompa színű felnőtthöz hasonlít. A fiatalok fakóbbak zöldesebb szürke színezetűek: melle és felső középfedői barnásan futottak.
Hosszabb távon lassú, de erőteljes szárnycsapásokkal egyenes vonalban halad, időnként kissé oldalra fordulva megbillenti magát. Hívó és riasztó hangja a „rak-akk”. Ha ideges „rér-ér-ér” hangon rikácsol. Bukfencező nászrepülése közben néhány keményebb hang után 1-4 gyors, rekedt, elnyújtott „krá” hangot ad ki.
|  |

## Életmódja
Rovarokkal, egyenesszárnyúakkal, gyíkokkal és kisebb emlősökkel táplálkozik. Lesből támad és a levegőben is vadászik. Manapság a gébicsekhez és a gyurgyalaghoz hasonlóan főleg a drótvezetékről les zsákmányára.
Apró rágcsálókat és madárfiókákat is zsákmányol. Ősszel bogyókat eszik és a szőlőt is megkóstolja.
Jellegzetes vártamadár, karóról, oszlop hegyéről, villanydrótról lesi zsákmányát. Helyét mindig repülve változtatja.
Vonuló madár. Április végén érkezik vissza a Kárpát-medencébe afrikai telelőhelyéről és laza csapatokba verődve augusztus végén, szeptember elején vonul el. A kelet-európai állomány a telet Középkelet-Afrikában tölti a fás szavannákon.
A magyarországi állomány zöme zöld küllő vagy fekete harkály által készített faodvakban, vagy mesterséges fészekodúban költ. Fészket nem épít, költőodújába fészekanyagot sem hord, sőt az ott talált régebbi fészekmaradványokat is kidobálja. A tojások az odú csupasz aljára kerülnek.
Az összefüggő erdővel borított területeket kerüli, mozaikos jellegű rétekkel, facsoportokkal tarkított sík vidéki biotópokat kedveli. Jellemző költőhelyei a fasorokkal, ligetekkel szabdalt nyílt homokpuszták, a kiskunsági borókás- fehérnyaras ligetek, az öreg fákban, erdőfoltokban bővelkedő síkvidéki láprétek és kaszálók, a szántókkal, legelőfoltokkal tagolt extenzíven művelt erdős puszták, valamint idős, odvasodó nyár és fűzfákban gazdag ártéri rétek és kaszálók. Esetenként zárt homoki erdők, sziki tölgyesek, ártéri tölgy- kőris-szil ligeterdők szegélyeiben, falvakhoz, tanyákhoz közeli ligetekben, parkokban, lassú folyású erek, patakok mentén, síkvidéki tavak partján magányosan álló odvas fákban is fészkel.

## Szaporodása

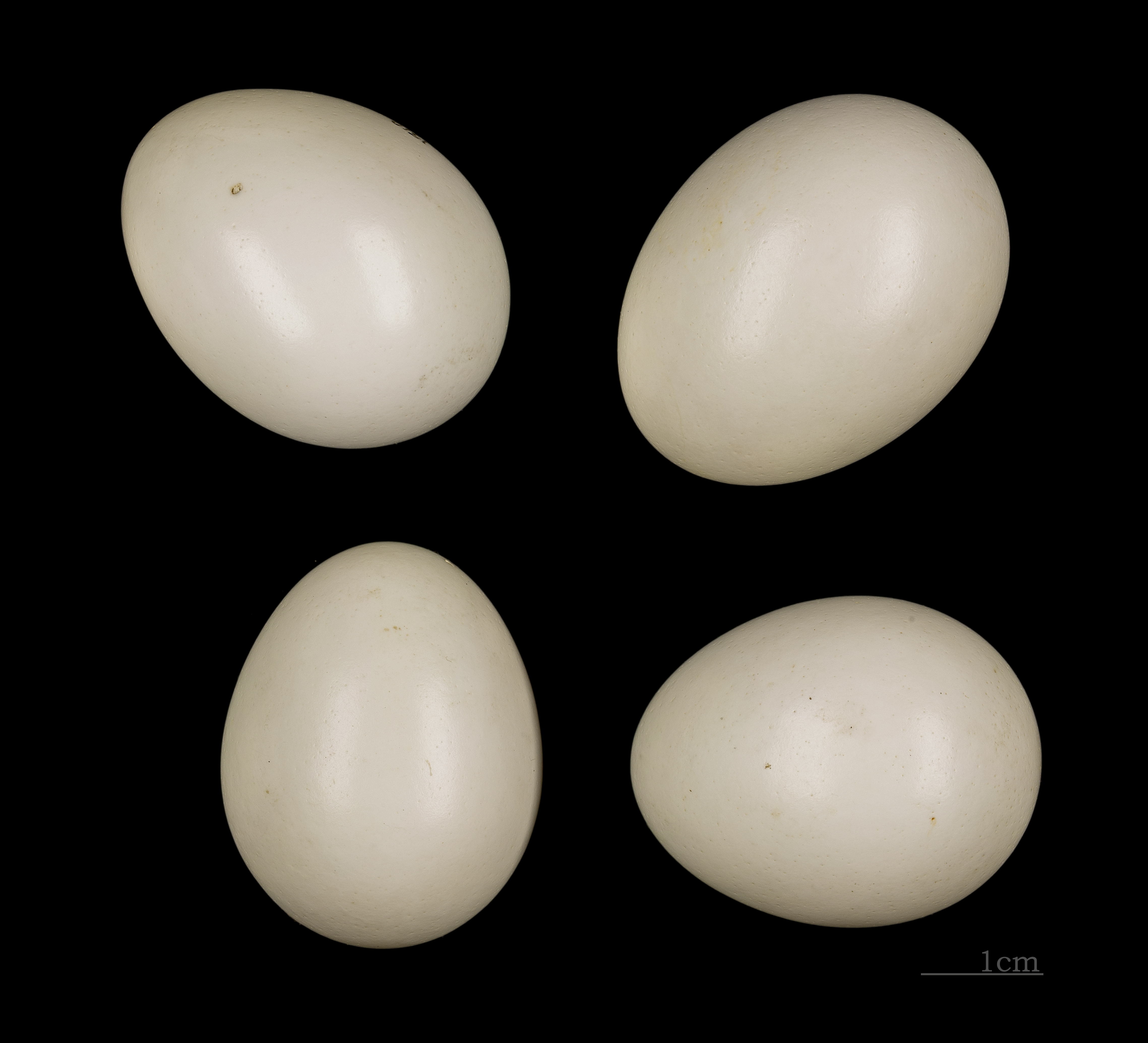
A Coracias garullus tojásai

Násztáncát a levegőben végzi. Párosodás után öreg fák odvaiba és partszakadásokba rakja fészkét. Fészekalja 4-6 tojásból áll, melyen 18-19 napig kotlik.
Május végén vagy június elején rakja le a tojásait. Évente egyszer költ, de a fészekaljának elpusztulása esetén pótköltéssel próbálkozik. A fiókák július második felében repülnek ki.
A kotlás a teljes fészekaljon kezdődik meg. A tojó és a hím egymást váltva ülik a tojásokat. A fiókák a 18-19. napon kelnek. Mindkét szülő etet. A fiókák etetésénél a vizsgálatok azt mutatják, hogy nincs különbség a tojó és a hím táplálékszállító aktivitása között (Kalotás et al 1986).
A fiókák 26-28 napos korukban hagyják el a költőodút, de még 1-2 hétig a szülők gondoskodására szorulnak.

## Természetvédelmi helyzete
Az elterjedési területe rendkívül nagy, egyedszáma is nagy és ugyan csökken, de még nem éri el a kritikus szintet. A Természetvédelmi Világszövetség Vörös listáján nem fenyegetett fajként szerepel. Magyarországon fokozottan védett, természetvédelmi értéke 500 000 forint.